# Paolo Grossi (calciatore)
Paolo Grossi (Milano, 29 maggio 1985) è un ex calciatore italiano, di ruolo centrocampista.

## Carriera
Cresciuto calcisticamente nelle giovanili del Milan, inizia la propria carriera giocando in Serie D con la maglia della Caratese, con cui milita dal 2004 al 2006.
Nell'estate del 2006 passa per 3000€ al Varese, squadra con cui conquista una doppia promozione partendo dalla Lega Pro Seconda Divisione e raggiungendo la Serie B. Dal 2009 gioca per due stagioni in prestito nell'AlbinoLeffe, realizzando 10 gol in 41 presenze e contribuendo alla salvezza della squadra bergamasca nel campionato di Serie B 2010-2011.
Nell'estate del 2011 il Siena acquista l'intero cartellino del giocatore dal Varese.
Esordisce in Serie A il 18 settembre 2011, subentrando a Daniele Mannini durante la partita Siena-Juventus. Quattro giorni più tardi gioca da titolare allo Stadio Olimpico nella sfida con la Roma finita 1-1. Segna la sua prima rete in massima serie il 15 gennaio 2012 in occasione della partita Parma-Siena terminata 3-1.
Il 3 luglio passa all'Hellas Verona in prestito con diritto di riscatto della comproprietà; nel mercato di gennaio viene acquistato in prestito dalla Pro Vercelli. Il 19 giugno 2013 il Siena e l'Hellas Verona rinnovano la comproprietà e il giocatore resta al Hellas Verona.
Il 2 settembre 2013 viene ceduto in prestito al Brescia Calcio. Con la stessa formula, approda alla Virtus Lanciano, un anno dopo.
Dopo essersi svincolato dalla squadra veneta il 6 agosto 2015, il 25 agosto firma un contratto annuale con opzione per il secondo anno con la Ternana.
Il 20 luglio 2016 scende di categoria e si lega all'Arezzo, militante in Lega Pro.

## Statistiche

### Presenze e reti nei club
| Stagione           | Squadra            | Campionato         | Campionato | Campionato | Coppe nazionali | Coppe nazionali | Coppe nazionali | Coppe continentali | Coppe continentali | Coppe continentali | Altre coppe | Altre coppe | Altre coppe | Totale | Totale |
| Stagione           | Squadra            | Comp               | Pres       | Reti       | Comp            | Pres            | Reti            | Comp               | Pres               | Reti               | Comp        | Pres        | Reti        | Pres   | Reti   |
| ------------------ | ------------------ | ------------------ | ---------- | ---------- | --------------- | --------------- | --------------- | ------------------ | ------------------ | ------------------ | ----------- | ----------- | ----------- | ------ | ------ |
| 2004-2005          | Caratese           | D                  | 30         | 4          | -               | -               | -               | -                  | -                  | -                  | -           | -           | -           | 30     | 4      |
| 2005-2006          | Caratese           | D                  | 29         | 8          | -               | -               | -               | -                  | -                  | -                  | -           | -           | -           | 29     | 8      |
| Totale Caratese    | Totale Caratese    | Totale Caratese    | 59         | 12         |                 | -               | -               |                    | -                  | -                  |             | -           | -           | 59     | 12     |
| 2006-2007          | Varese             | C2                 | 26         | 3          | CI-C            | 4               | 1               | -                  | -                  | -                  | -           | -           | -           | 30     | 4      |
| 2007-2008          | Varese             | C2                 | 30         | 7          | CI-C            | 2               | 1               | -                  | -                  | -                  | -           | -           | -           | 32     | 8      |
| 2008-2009          | Varese             | 2D                 | 34         | 8          | CI-LP           | 5               | 0               | -                  | -                  | -                  | SdL-2D      | 2           | 1           | 41     | 9      |
| 2009-gen. 2010     | Varese             | 1D                 | 2          | 0          | CI+CI-LP        | 2               | 0               | -                  | -                  | -                  | -           | -           | -           | 4      | 0      |
| Totale Varese      | Totale Varese      | Totale Varese      | 92         | 18         |                 | 13              | 2               |                    | -                  | -                  |             | 2           | 1           | 107    | 21     |
| gen.-giu. 2010     | AlbinoLeffe        | B                  | 15         | 1          | CI              | -               | -               | -                  | -                  | -                  | -           | -           | -           | 15     | 1      |
| 2010-2011          | AlbinoLeffe        | B                  | 24+2       | 8+1        | CI              | 1               | 0               | -                  | -                  | -                  | -           | -           | -           | 27     | 9      |
| Totale AlbinoLeffe | Totale AlbinoLeffe | Totale AlbinoLeffe | 39+2       | 9+1        |                 | 1               | 0               |                    | -                  | -                  |             | -           | -           | 42     | 10     |
| 2011-2012          | Siena              | A                  | 17         | 1          | CI              | 2               | 0               | -                  | -                  | -                  | -           | -           | -           | 19     | 1      |
| 2012-gen. 2013     | Verona             | B                  | 16         | 0          | CI              | 3               | 0               | -                  | -                  | -                  | -           | -           | -           | 19     | 0      |
| gen.-giu. 2013     | Pro Vercelli       | B                  | 6          | 1          | CI              | -               | -               | -                  | -                  | -                  | -           | -           | -           | 6      | 1      |
| 2013-2014          | Brescia            | B                  | 32         | 4          | CI              | -               | -               | -                  | -                  | -                  | -           | -           | -           | 32     | 4      |
| 2014-2015          | Lanciano           | B                  | 30         | 3          | CI              | 0               | 0               | -                  | -                  | -                  | -           | -           | -           | 30     | 3      |
| 2015-2016          | Ternana            | B                  | 22         | 0          | CI              | 0               | 0               | -                  | -                  | -                  | -           | -           | -           | 22     | 0      |
| 2016-2017          | Arezzo             | LP                 | 20         | 4          | CI + CI-LP      | 2+1             | 0+1             | -                  | -                  | -                  | -           | -           | -           | 23     | 5      |
| lug.-ago. 2017     | Arezzo             | C                  | 1          | 0          | CI + CI-C       | 1               | 0               | -                  | -                  | -                  | -           | -           | -           | 2      | 0      |
| Totale Arezzo      | Totale Arezzo      | Totale Arezzo      | 21         | 4          |                 | 3+1             | 0+1             |                    | -                  | -                  |             | -           | -           | 25     | 5      |
| Totale carriera    | Totale carriera    | Totale carriera    | 336        | 53         |                 | 23              | 3               |                    | -                  | -                  |             | 2           | 1           | 361    | 56     |

## Palmarès

### Club

#### Competizioni nazionali
- Lega Pro Seconda Divisione: 1

Varese: 2008-2009

#### Competizioni giovanili
- Campionato Allievi Nazionali: 1

Milan: 2002-2003